# Johnny Goodman
Johnny Goodman (1909-1970) var en amerikansk golfspelare.
Goodman föddes i en fattig familj i Omaha, Nebraska där han hade 12 syskon. När han var 14 år var han föräldralös och arbetade för att försörja sina syskon.
Han vann US Open 1933 på 287 slag på North Shore i Glenview i Illinois och han är den senaste amatörspelaren som har vunnit tävlingen. Han vann även US Amateur 1929 och 1937 samt Nebraska Amateur Championship 1929, 1930 och 1931.
Goodman har fått en kommunal golfbana i Omaha uppkallad efter sig, Johnny Goodman Golf Course.
| Majorsegrare genom tiderna                                                                                       |            |                |             |                  |
| 200 olika spelare har vunnit i herrarnas majortävlingar. Johnny Goodman var den 56:e spelaren som vann en major. |            |                |             |                  |
| 1:a | 55:e       | 56:e           | 57:e        | 200:e            |
| Willie Park Sr                                                                                                   | Olin Dutra | Johnny Goodman | Denny Shute | Louis Oosthuizen |
| Lista över golfens majorsegrare                                                                                  |            |                |             |                  |